# Маклок (Велізький район)
Маклок (рос. Маклок) — присілок Велізького району Смоленської області Росії. Входить до складу Сітьковського сільського поселення.
Населення — 11 осіб (2007 рік).